# Hobro (stacja kolejowa)
Hobro (duń: Hobro Station) – stacja kolejowa w Hobro, w regionie Jutlandia Północna, w Danii. Znajduje się na linii Randers-Aalborg. Została otwarta w 1869. Jest obsługiwana przez pociągi Danske Statsbaner.
| Hobro                   |  |              |
| Linia Randers - Aalborg |  |              |
| Øls                     |  | Øster Doense |